# Ontherus pubens
Ontherus pubens là một loài bọ cánh cứng trong họ Bọ hung (Scarabaeidae).